# Sci alpino ai XXI Giochi olimpici invernali - Supercombinata femminile
Tra le competizioni dello sci alpino ai XXI Giochi olimpici invernali di Vancouver 2010 la supercombinata femminile si disputò giovedì 18 febbraio sulla pista Franz's di Whistler; la tedesca Maria Riesch vinse la medaglia d'oro, la statunitense Julia Mancuso si aggiudicò quella d'argento e la svedese Anja Pärson quella di bronzo. La gara era originariamente in programma il 14 febbraio; fu rinviata a causa delle avverse condizioni meteorologiche.
La specialità fece in questa occasione il suo esordio ai Giochi olimpici sostituendo la classica combinata, che prevede lo svolgimento di una discesa libera e uno slalom speciale in due manche; la supercombinata contempla invece una discesa di lunghezza ridotta e una sola manche di slalom e la classifica finale viene determinata dalla somma dei tempi complessivi stabiliti nelle due prove.
Per la Mancuso si trattò della seconda medaglia d'argento ai Giochi di Vancouver, dopo quella vinta nella discesa libera del giorno precedente, mentre la Riesch avrebbe vinto una seconda medaglia d'oro nello slalom speciale del 26 febbraio.
Detentrice uscente del titolo era la croata Janica Kostelić, che aveva vinto la gara dei XX Giochi olimpici invernali di Torino 2006 disputata sui tracciati di San Sicario e Sestriere precedendo l'austriaca Marlies Schild e la Pärson (che a Vancouver quindi bissò la medaglia di bronzo); la campionessa mondiale in carica era l'austriaca Kathrin Zettel, vincitrice a Val-d'Isère 2009 davanti alla svizzera Lara Gut e all'austriaca Elisabeth Görgl.

## Risultati
| Pos. | Pett. | Atleta                     | Nazione       | Tempo 1ª manche | Pos. 1ª manche | Tempo 2ª manche | Pos. 2ª manche | Tempo totale | Distacco |
| ---- | ----- | -------------------------- | ------------- | --------------- | -------------- | --------------- | -------------- | ------------ | -------- |
| 1    | 19    | Maria Riesch               | Germania      | 1:24,49         | 2              | 44,65           | 7              | 2:09,14      |          |
| 2    | 3     | Julia Mancuso              | Stati Uniti   | 1:24,96         | 3              | 45,12           | 9              | 2:10,08      | +0,94    |
| 3    | 21    | Anja Pärson                | Svezia        | 1:25,57         | 7              | 44,62           | 6              | 2:10,19      | +1,05    |
| 4    | 20    | Kathrin Zettel             | Austria       | 1:26,01         | 11             | 44,49           | 4              | 2:10,50      | +1,36    |
| 5    | 4     | Tina Maze                  | Slovenia      | 1:25,97         | 10             | 44,56           | 5              | 2:10,53      | +1,39    |
| 6    | 22    | Fabienne Suter             | Svizzera      | 1:25,29         | 4              | 45,56           | 11             | 2:10,85      | +1,71    |
| 7    | 12    | Šárka Záhrobská            | Rep. Ceca     | 1:27,33         | 22             | 43,69           | 1              | 2:11,02      | +1,88    |
| 8    | 8     | Johanna Schnarf            | Italia        | 1:25,72         | 9              | 45,57           | 12             | 2:11,29      | +2,15    |
| 9    | 17    | Michaela Kirchgasser       | Austria       | 1:27,09         | 19             | 44,26           | 2              | 2:11,35      | +2,23    |
| 10   | 9     | Marie Marchand-Arvier      | Francia       | 1:25,41         | 5              | 46,41           | 18             | 2:11,82      | +2,68    |
| 11   | 13    | Chemmy Alcott              | Gran Bretagna | 1:27,06         | 18             | 45,45           | 10             | 2:12,51      | +3,37    |
| 12   | 26    | Shona Rubens               | Canada        | 1:26,90         | 17             | 45,68           | 13             | 2:12,58      | +3,44    |
| 13   | 27    | Mona Løseth                | Norvegia      | 1:27,72         | 24             | 44,96           | 8              | 2:12,68      | +3,54    |
| 14   | 11    | Emily Brydon               | Canada        | 1:26,49         | 15             | 46,27           | 17             | 2:12,76      | +3,62    |
| 15   | 14    | Maruša Ferk                | Slovenia      | 1:26,15         | 12             | 46,83           | 22             | 2:12,98      | +3,84    |
| 16   | 15    | Anna Fenninger             | Austria       | 1:27,19         | 20             | 46,08           | 16             | 2:13,27      | +4,13    |
| 17   | 25    | Kaylin Richardson          | Stati Uniti   | 1:27,64         | 23             | 45,76           | 14             | 2:13,40      | +4,26    |
| 18   | 16    | Elisabeth Görgl            | Austria       | 1:25,60         | 8              | 47,98           | 25             | 2:13,58      | +4,44    |
| 19   | 2     | Alexandra Coletti          | Monaco        | 1:26,74         | 16             | 47,07           | 23             | 2:13,81      | +4,67    |
| 20   | 30    | Sandrine Aubert            | Francia       | 1:29,50         | 26             | 44,46           | 3              | 2:13,96      | +4,82    |
| 21   | 28    | Leanne Smith               | Stati Uniti   | 1:27,27         | 21             | 46,70           | 20             | 2:13,97      | +4,83    |
| 22   | 29    | Jessica Lindell Vikarby    | Svezia        | 1:26,47         | 14             | 47,69           | 24             | 2:14,16      | +5,02    |
| 23   | 23    | Andrea Dettling            | Svizzera      | 1:26,28         | 13             | 48,16           | 26             | 2:14,44      | +5,30    |
| 24   | 24    | Mireia Gutiérrez           | Andorra       | 1:29,16         | 25             | 46,51           | 19             | 2:15,67      | +6,53    |
| 25   | 5     | Agnieszka Gąsienica-Daniel | Polonia       | 1:30,28         | 29             | 45,96           | 15             | 2:16,24      | +7,12    |
| 26   | 34    | Macarena Simari Birkner    | Argentina     | 1:29,56         | 27             | 46,81           | 21             | 2:16,37      | +7,23    |
| 27   | 32    | Anna Berecz                | Ungheria      | 1:33,47         | 30             | 49,50           | 27             | 2:22,97      | +13,83   |
| 28   | 35    | Noelle Barahona            | Cile          | 1:34,05         | 31             | 50,20           | 28             | 2:24,25      | +15,11   |
|      | 18    | Lindsey Vonn               | Stati Uniti   | 1:24,16         | 1              | DNF             |                |              |          |
|      | 10    | Gina Stechert              | Germania      | 1:25,44         | 6              | DNF             |                |              |          |
|      | 31    | María Belén Simari Birkner | Argentina     | 1:30,19         | 28             | DNF             |                |              |          |
|      | 1     | Nadja Kamer                | Svizzera      | DNF             |                |                 |                |              |          |
|      | 6     | Elena Prosteva             | Russia        | DNF             |                |                 |                |              |          |
|      | 7     | Daniela Merighetti         | Italia        | DNF             |                |                 |                |              |          |
|      | 33    | Georgia Simmerling         | Canada        | DNS             |                |                 |                |              |          |

Legenda:

DNF = prova non completata

DNS = non partita

Pos. = posizione

Pett. = pettorale
1ª manche:

Ore: 9.30 (UTC-8)

Pista: Franz's

Partenza: 1 500 m s.l.m.

Arrivo: 825 m s.l.m.

Lunghezza: 2 500 m

Dislivello: 675 m

Porte: 36

Tracciatore: Jan Tischhauser (FIS)
2ª manche:

Ore: 12.30 (UTC-8)

Pista: Franz's

Partenza: 974 m s.l.m.

Arrivo: 805 m s.l.m.

Lunghezza: 765 m

Dislivello: 169 m

Porte: 55

Tracciatore: Klemen Bergant (Slovenia)